# Canadian Medical Association Journal
Il Canadian Medical Association Journal (in francese: Journal de l'Association Médicale Canadienne, Giornale dell'Associazione Medica Canadese), abbreviato anche come CMAJ, è una rivista di medicina generale ad accesso aperto e sottoposta a revisione paritaria. La rivista è pubblicata dalla Canadian Medical Association e include ricerche cliniche originali, analisi e revisioni, notizie, aggiornamenti sulla pratica clinica ed editoriali.

## Articoli più importanti
La rivista ha pubblicato i seguenti articoli degni di nota:
- il rapporto di Banting e Best del 1922, Pancreatic extracts in the treatment of diabetes mellitus (Gli estratti pancreatici nel trattamento del diabete mellito). Nel 1923, Banting e Macleod ricevettero il Premio Nobel per la scoperta dell'insulina[1];
- 1926 - il primo utilizzo del fegato per il trattamento dell'anemia, che portò all'isolamento della vitamina B12;
- 1938 – il CMAJ mette in guardia sul rapporto tra esposizione al sole e cancro della pelle[2];
- 2003 – il CMAJ risponde rapidamente alla SARS (sindrome respiratoria acuta grave), pubblicando informazioni tempestive durante l'epidemia[3];
- 2009 – il CMAJ pubblica un documento di ricerca sull'aumento del rischio di reinfarto associato agli inibitori della pompa protonica e al clopidogrel, che è stato ampiamente citato e ha generato studi di ricerca correlati sull'argomento.[4]

## CMAJ Open
CMAJ Open, una costola online ad accesso libero fondata nel gennaio 2013 con Diane Kelsall come caporedattore, prevede una revisione paritaria aperta che rende disponibili online i commenti dei revisori, le risposte degli autori e lo storico delle versioni precedenti dei contributi, unitamente alle loro versioni finali.

## Storia
Uno dei principali promotori della fondazione del Canadian Medical Association Journal fu Andrew Macphail, docente di storia della medicina presso la McGill University e redattore del Montreal Medical Journal.
Nel 1907, in occasione dell'assemblea annuale dell'Associazione Medica Canadese tenutasi a Montreal, Macphail sostenne che senza una rivista per esprimere le proprie opinioni e registrare i propri atti, l'associazione avrebbe avuto un impatto limitato. In questo modo, riuscì a far inserire negli statuti dell'AMC una clausola che sollecitava la fondazione di una rivista. All'incontro del 1910, fu adottata una relazione esecutiva che sollecitava l'adozione di misure immediate per fondare una rivista. Macphail fu nominato primo direttore.
Il Montreal Medical Journal fu acquisito e il Maritime Medical News accettò di sospendere le pubblicazioni. Il primo numero del nuovo Canadian Medical Association Journal fu pubblicato nel gennaio 1911. Nel 1913, per la prima volta, la rivista registrò un profitto, sufficiente a liquidare il disavanzo precedente. Gli abbonamenti erano aumentati del 60% rispetto al livello del 1911 e venivano acquistati dal 20% dei medici canadesi.

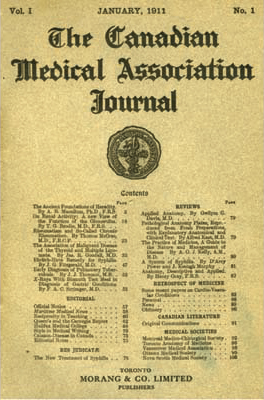
Primo numero del Canadian Medical Association Journal (gennaio 1911).

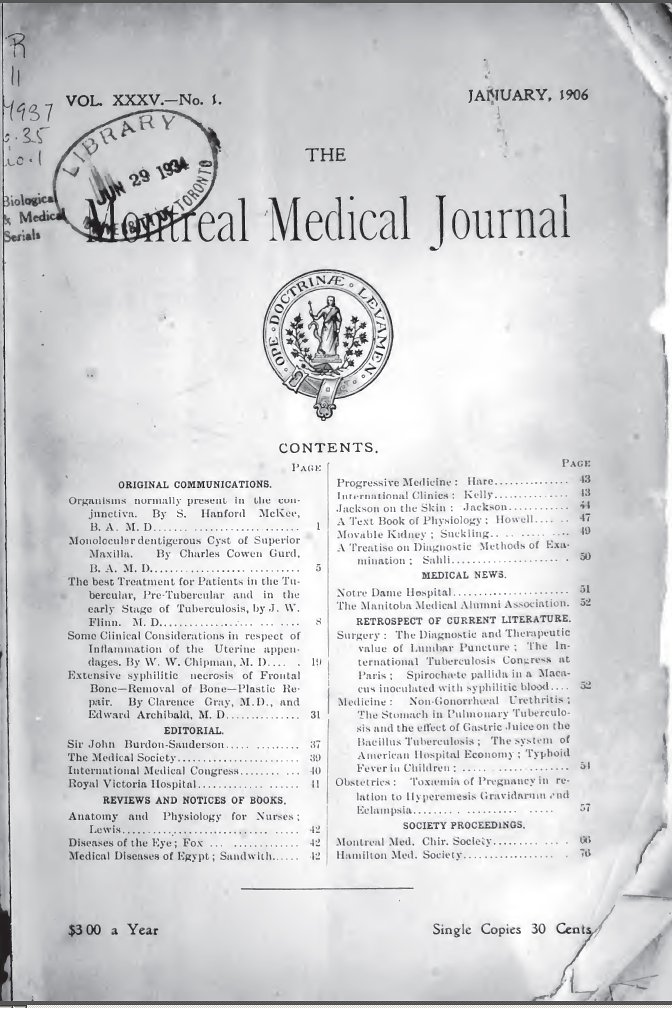
Montreal Medical Journal (gennaio 1906).

Il 20 febbraio 2006, il caporedattore John Hoey fu licenziato a causa di una disputa sull'indipendenza editoriale con gli allora proprietari della rivista, CMA Media. La rivista aveva inviato 13 donne ad acquistare il contraccettivo d'emergenza levonorgestrel (piano B) da banco nelle farmacie di tutto il Canada e aveva riportato le loro esperienze. I farmacisti avevano chiesto loro dati personali, tra cui nome, indirizzo, data dell'ultimo ciclo mestruale, quando avevano avuto rapporti sessuali non protetti, metodo contraccettivo abituale e motivo della prescrizione del farmaco.
Ciò avvenne su raccomandazione della Canadian Pharmacists Association (Associazione dei Farmacisti Canadesi), che consigliò anche ai membri di conservare le informazioni in modo permanente nei loro computer. Il Canadian Women's Health Network dichiarò che la raccolta di queste informazioni era inutile e costituiva una violazione della privacy. L'Associazione Farmacisti Canadesi presentò un reclamo all'Associazione Medica Canadese, chiedendo che i nomi dei farmacisti fossero rimossi dall'articolo. L'Associazione Medica Canadese ordinò alla rivista di conformarsi e licenziò Hoey, senza fornire alcuna motivazione.
Il 28 febbraio 2006, il redattore in carica, Stephen Choi, e la redattrice Sally Murray si dimisero dalla rivista per lo stesso motivo, lasciandola senza uno staff editoriale a tempo pieno, fatto che sollevò dubbi sul futuro della pubblicazione. Nel gennaio 2007, Paul Hebert divenne caporedattore. Nel gennaio 2012, gli succedette John Fletcher.
Nell'aprile 2007, lo staff che si era dimesso lanciò una nuova rivista ad accesso libero: Open Medicine.
Il 29 febbraio 2016 riemerse una controversia simile quando l'Associazione Medica Canadese sciolse il comitato di supervisione del CMAJ e licenziò il caporedattore John Fletcher. L'AMC citò un calo del fattore di impatto e un declino delle proposte di ricerca come ragioni del cambiamento, affermazioni che furono contestate. Diane Kelsall, a lungo vicedirettrice del CMAJ, divenne direttrice ad interim, mentre l'organizzazione cercava un sostituto permanente.
Nel dicembre 2021, il CMAJ pubblicò una lettera in cui si affermava che l'hijab islamico era "uno strumento di oppressione". Dopoché la lettera fu definita islamofoba, il CMAJ si scusò e la ritrattò.
Nel 2022, James Maskalyk fu nominato direttore esecutivo.